# Tjernjavka
Tjernjavka (ryska: Чернявка) är ett vattendrag i Belarus.   Det ligger i voblasten Vitsebsks voblast, i den norra delen av landet, 220 km nordost om huvudstaden Minsk.
Omgivningarna runt Tjernjavka är en mosaik av jordbruksmark och naturlig växtlighet. Runt Tjernjavka är det glesbefolkat, med 14 invånare per kvadratkilometer.